# 田総村
田総村（たぶさむら）は、広島県甲奴郡にあった村。現在の庄原市の一部にあたる。

## 地理
田総川の流域に位置していた。

## 歴史
- 1889年（明治22年）4月1日、町村制の施行により、甲奴郡稲草村、下領家村、木屋村が発足[3]。
- 1912年（明治45年）1月1日、上記3村が合併して田総村が発足[1][2]。旧村名を継承した稲草、下領家、木屋の3大字を編成[2]。
- 1922年（大正11年）電気点灯[2]。
- 1944年（昭和19年）田総村農業会設立[2]。
- 1948年（昭和23年）田総農業協同組合、田総農業共済組合設立[2]。
- 1955年（昭和30年）3月31日、甲奴郡領家村と合併し、町制施行して総領町を新設し廃止された[1][2]。

### 地名の由来
『和名類聚抄』に記載の備後国甲奴郡三郷の一つ田総郷から。「たぶさ」と読み、稲草が一茎に群生する意。

## 産業
- 農業、コンニャクイモ、木炭[2]

## 教育
- 1897年（明治30年）田総尋常高等小学校開校[2]。1900年（明治33年）稲草村下領家村木屋村組合立田房荘高等小学校となる[2]。
- 1942年（昭和22年）甲奴郡学校組合立総領中学校開校[2]。